# Dracula (1979)
Dracula é um filme britano-estadunidense de 1979, do gênero terror, dirigido por John Badham com fotografia de Gilbert Taylor. A canção original é de John Williams. 
Como ocorreu com o filme Dracula (1931) com Bela Lugosi, o roteiro dessa adaptação da novela de Bram Stoker se baseou na peça teatral Dracula de Hamilton Deane e John L. Balderston. Com destaques para o ator Frank Langella (o mesmo protagonista do filme e que foi indicado para o Tony Award) e também para o cenário "Eduardiano" de Edward Gorey, a nova montagem da peça foi representada na Broadway em 900 ocasiões, durante outubro de 1977 e janeiro de 1980.[carece de fontes?]

## Sinopse
Durante uma tempestade, o navio Demeter sofre um naufrágio no litoral de Whitby, Inglaterra, por volta dos anos de 1920. Apenas o passageiro Conde Drácula, da Transilvânia, é encontrado vivo, ajudado por Mina Van Helsing, uma frágil mulher que visitava sua amiga Lucy Seward, filha do médico de um manicômio local. Logo depois o Conde é convidado para jantar com Mina e seus amigos, Lucy e o pai dela, Dr. Jack Seward, na mansão que serve de manicômio. Durante o jantar, o Conde impressiona Lucy, provocando os ciúmes de seu namorado, Jonathan Harker, o procurador de Drácula e que o auxiliara na compra da propriedade da Abadia de Carfax.
Pouco depois Mina morre, causando remorsos em Lucy que acha que não ajudara a amiga doente. O Dr. Jack chama então à Inglaterra o pai de Mina, o professor Abraham Van Helsing. O professor investiga os acontecimentos e logo suspeita de que Mina foi vítima de um vampiro. 

## Elenco principal
| Ator             | Personagem          |
| ---------------- | ------------------- |
| Frank Langella   | Conde Drácula       |
| Laurence Olivier | Abraham Van Helsing |
| Donald Pleasence | Dr. Jack Seward     |
| Kate Nelligan    | Lucy Seward         |
| Trevor Eve       | Jonathan Harker     |
| Jan Francis      | Mina Harker         |
| Janine Duvitski  | Annie               |
| Tony Haygarth    | Milo Renfield       |
| Teddy Turner     | Swales              |
| Sylvester McCoy  | Walter              |

## Premiação
Venceu o Saturn Award de 1979 como "melhor filme de Horror".[carece de fontes?]